# Florinda Donner
Pour les articles homonymes, voir Donner.
Florinda Donner (à l'origine Regine Marguerite Thal, plus tard, Florinda Donner-Grau) est une écrivaine américaine et une anthropologue connue comme l'une des « sorcières » de Carlos Castaneda  (terme employé pour trois femmes amies de Castaneda).

## Biographie
Elle étudie l'anthropologie à l'université de Californie à Los Angeles (UCLA), mais n'a pas complété son diplôme, laissant ses études supérieures en suspens en 1977, après s’être préparée pour une candidature au doctorat. Pendant ses études, elle rencontre Castaneda et travaille avec lui sur le développement de sa pensée. Outre son travail sur les livres de Castaneda, elle écrit plusieurs livres sur des autochtones à propos de guérison, de sorcellerie et de rêve lucide.

### Shabono
En 1982, Florinda Donner publie Shabono: A Visit to a Remote and Magical World in the South American Rain Forest (traduction française par Sophie Mayoux Shabono : rite et magie chez les Indiens Iticoteri d'Amazonie), nommé ainsi d'après le mot yanomami pour « logement », un récit de sa vie parmi les Yanomami, Indiens de la forêt amazonienne.
Tout d'abord salué comme un compte rendu fascinant de la culture yanomami, le livre provoque une controverse en 1983 quand un article dans American Anthropologist accuse le livre de ne pas se baser sur un travail ethnographique, mais d'être un assemblage de récits ethnographiques précédemment publiés. Rebecca De Holmes, l'auteur de la critique, déclare qu'il est peu probable que Donner ait passé du temps chez les Yanomami. Elle accuse, en particulier, Donner d'avoir plagié le récit biographique de la Brésilienne Helena Valero, qui a grandi en captivité chez les Yanomami, et d'avoir, sans le mentionner, emprunté de larges extraits de sa vie et de son histoire. Un autre critique, le Dr Debra Picchi, soutient que le livre ne peut être rattaché aux sciences humaines, car c'est un récit autobiographique de l'auteure concentrée sur son développement personnel et sa propre expérience, plutôt que la description du peuple Yanomami. Un critique soupçonne Donner d'avoir travaillé à partir de nombreux films ethnographiques sur les Yanomami et, dans ce cas, son livre peut être considéré comme une interprétation de l'étude visuelle de données documentaires.
La validité de ces critique a été largement acceptée par la communauté des anthropologues. Même si Donner n'a pas déclaré que son livre était basé sur une expérience réellement vécue chez les Yanomami, elle a été critiquée pour avoir utilisé le genre de l'écriture ethnographique sans que son travail soit basé sur des méthodes anthropologiques. Finalement, son ancien jury de doctorat à l'UCLA a publié une lettre dans le Bulletin de l'American Anthropological Association, exprimant ses doutes à propos du récit de Miss Donner, en précisant qu'elle était à Los Angeles au moment où elle était supposée vivre chez les Yanomami ; et qu'il ignorait, à la publication du livre, que l'auteure était une ancienne étudiante, du fait qu'elle avait modifié son nom dans l'intervalle.
Certains chercheurs, plus tard, se sont demandé pourquoi son livre a été déclaré non scientifique, alors qu'il ne fait aucune revendication  scientifique. Associée à la controverse liée aux écrits de Carlos Castaneda, la controverse à propos de l'ouvrage de Donner a contribué à l'amorce de la « crise de la représentation » ethnographique des années 1980, représentée par le mouvement Writing Culture. Le livre est maintenant généralement considéré comme une « fiction inspirée de l'anthropologie ».